# Werner Proft
Werner Proft (12. kolovoza 1901. – nije poznat nadnevak kad je umro) je bivši njemački hokejaš na travi. 
Osvojio je brončano odličje na hokejaškom turniru na Olimpijskim igrama 1928. u Amsterdamu igrajući za Njemačku. Na turniru je odigrao tri susreta. Igrao je na mjestu braniča.

## Vanjske poveznice
- Profil na Database Olympics